# Крепость Карс
Крепость Карс или Карсская крепость (арм. Կարսի բերդ, тур. Kars Kalesi) — бывшее оборонительное сооружение, крепость, расположенная в городе Карс в Турции.

## История
Впервые построена во времена правления армянской династии Багратидов, а затем перестроен в 1153 году Фирузом Акаем по заказу султана Иззеддина Салтука. Внешние стены, окружающие город, были построены в XII веке. Крепость, которая была разрушена Тамерланом в 1386 году, была заново отстроена в 1579 году Лала Мустафой-пашой, который прибыл в Карс по приказу османского султана Мурада III.
В османских источниках говорится, что замок был восстановлен с помощью 100 000 солдат и рабочих. В 1606 году замок был разрушен персидским шахом Аббасом I, а в 1616 и 1636 годах его дважды восстанавливали и добавляли в него новые элементы. Крепость была сильно повреждена после оккупации русскими после русско-турецкой войны 1877—1878 годов и частично изменена после 40 лет оккупации. Стены крепости Карс были сложены из базальтовой кладки.

## Планировка
Стены Карсского крепости были сложены из базальтовой кладки. У него было бы 22 башни, из которых сегодня осталось только 7. В нём 4 ворот, 2 из которых все ещё функционируют. Внутри крепости находится могила некоего Джелала (или Джелала) Бабы, остатки казарм янычар, склад боеприпасов и небольшая мечеть, перестроенная в 1990-х годах.
Надписи на этом месте утверждают, что стены замка были длиной 27 километров и состояли в общей сложности из 220 бастионов. Крепость, который когда-то было очень трудно осадить, теперь представляет собой крепость длиной 3,5 км с 7 сохранившимися бастионами.
В настоящее время крепость управляется Министерством культуры и туризма Турции.

## Мероприятия
В 2005 году в крепосте состоялся музыкальный концерт турецкой поп-певицы Сезен Аксу, в котором приняли участие около 25 000 человек.
Во время исламского поста месяца Рамадан в 2011 году в крепосте впервые была проведена церемония Мевлеви.

## Галерея

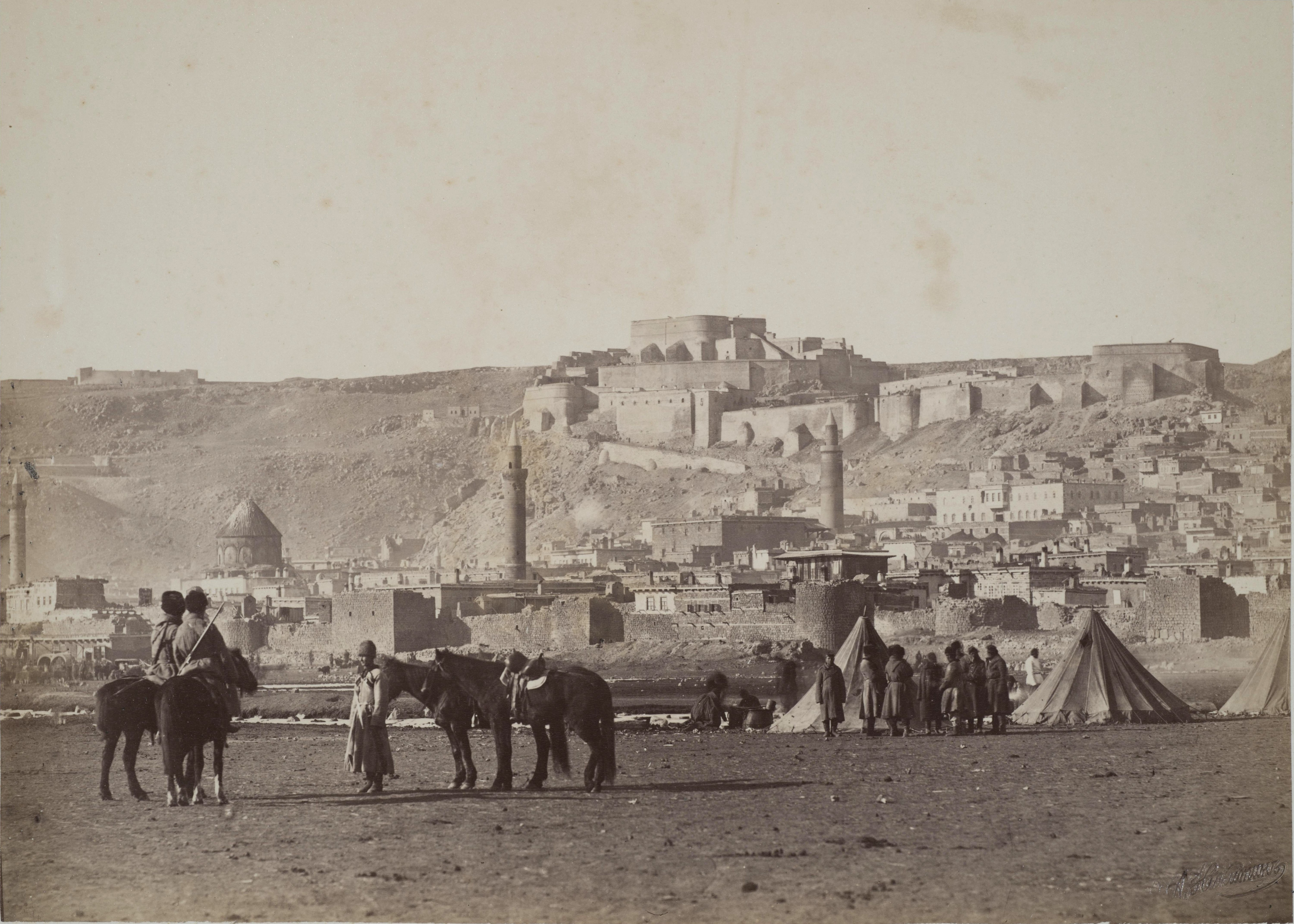
Во время Русско-турецкой войны 1877—1878 гг.
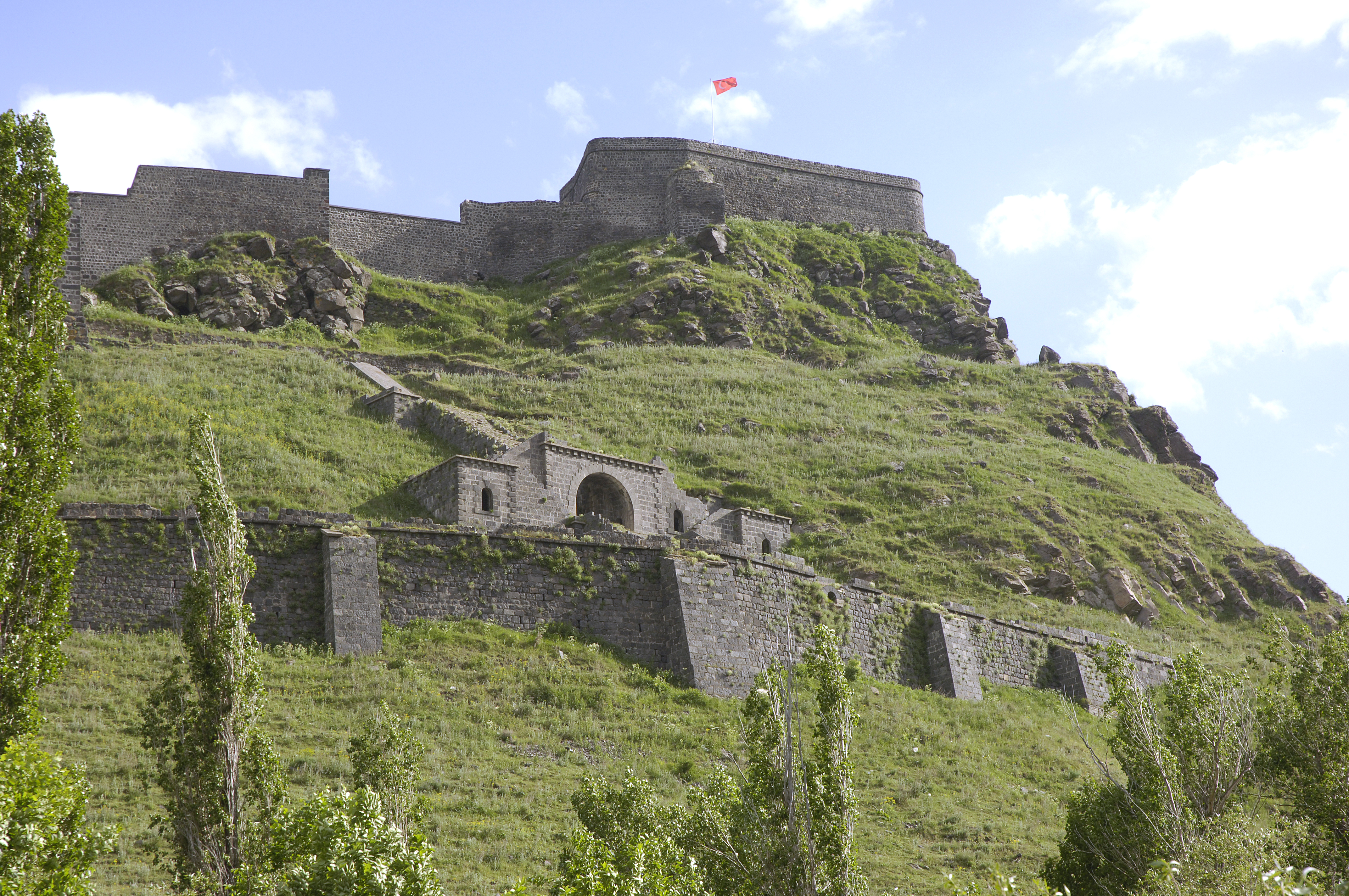
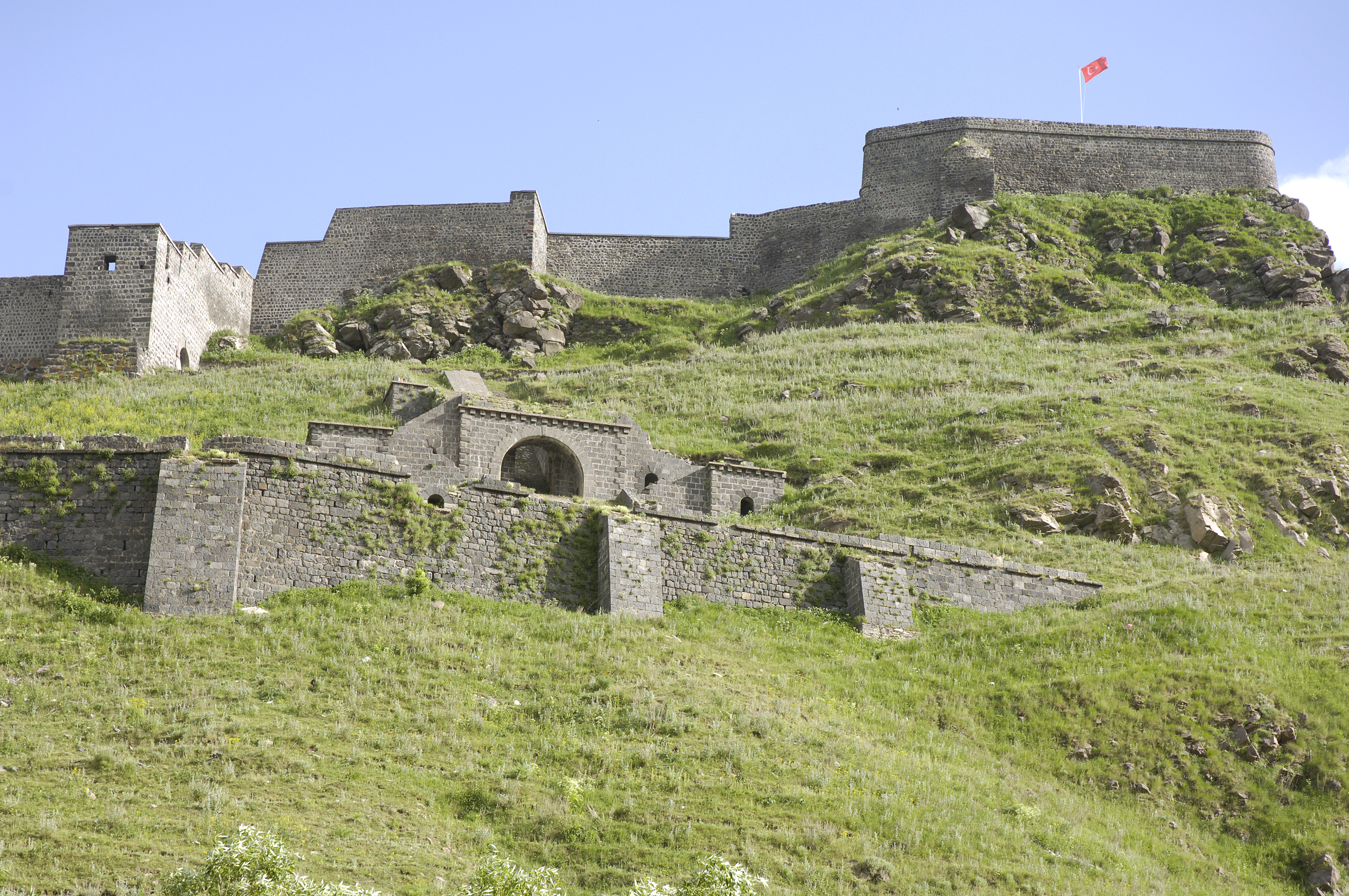
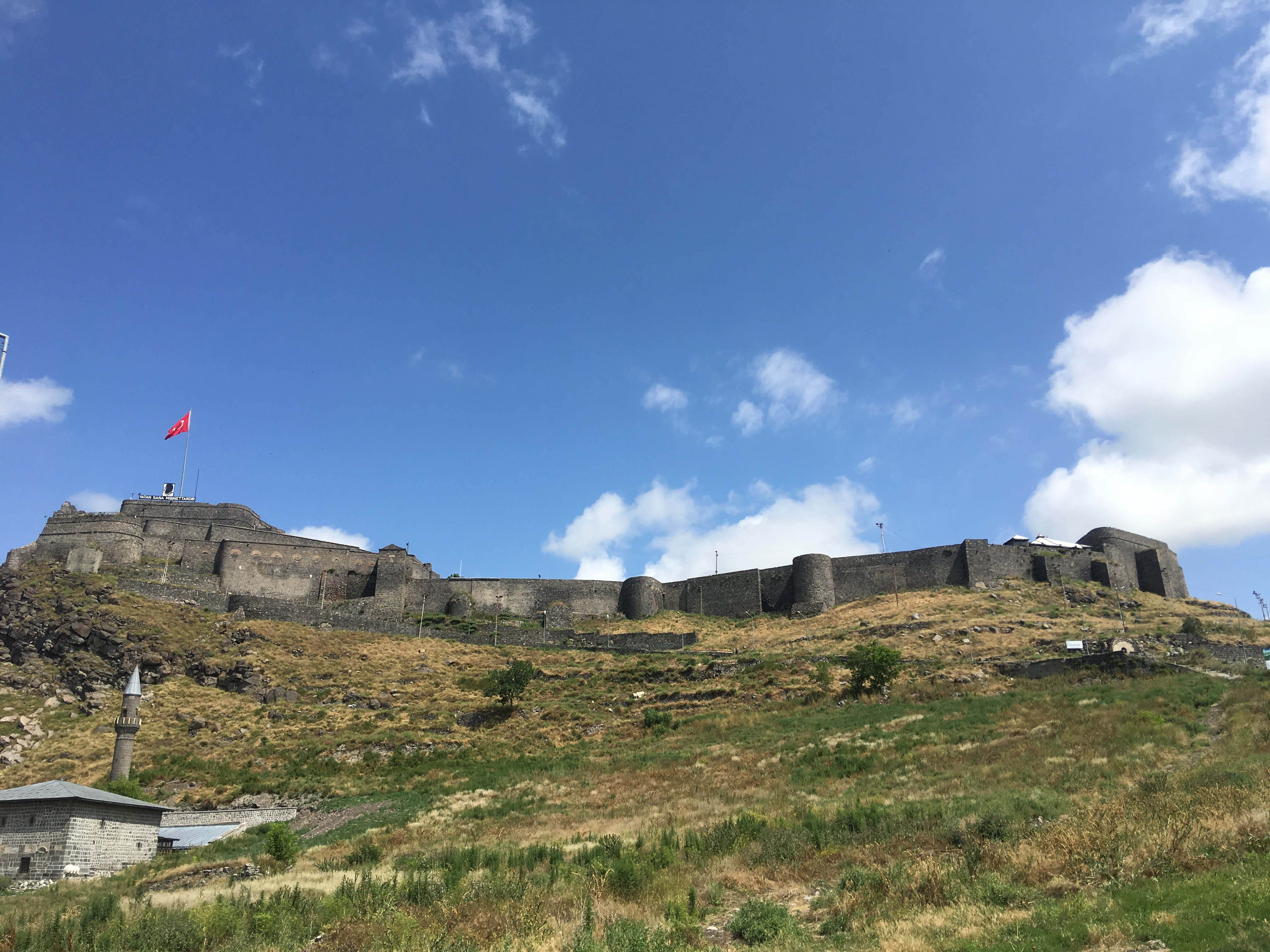
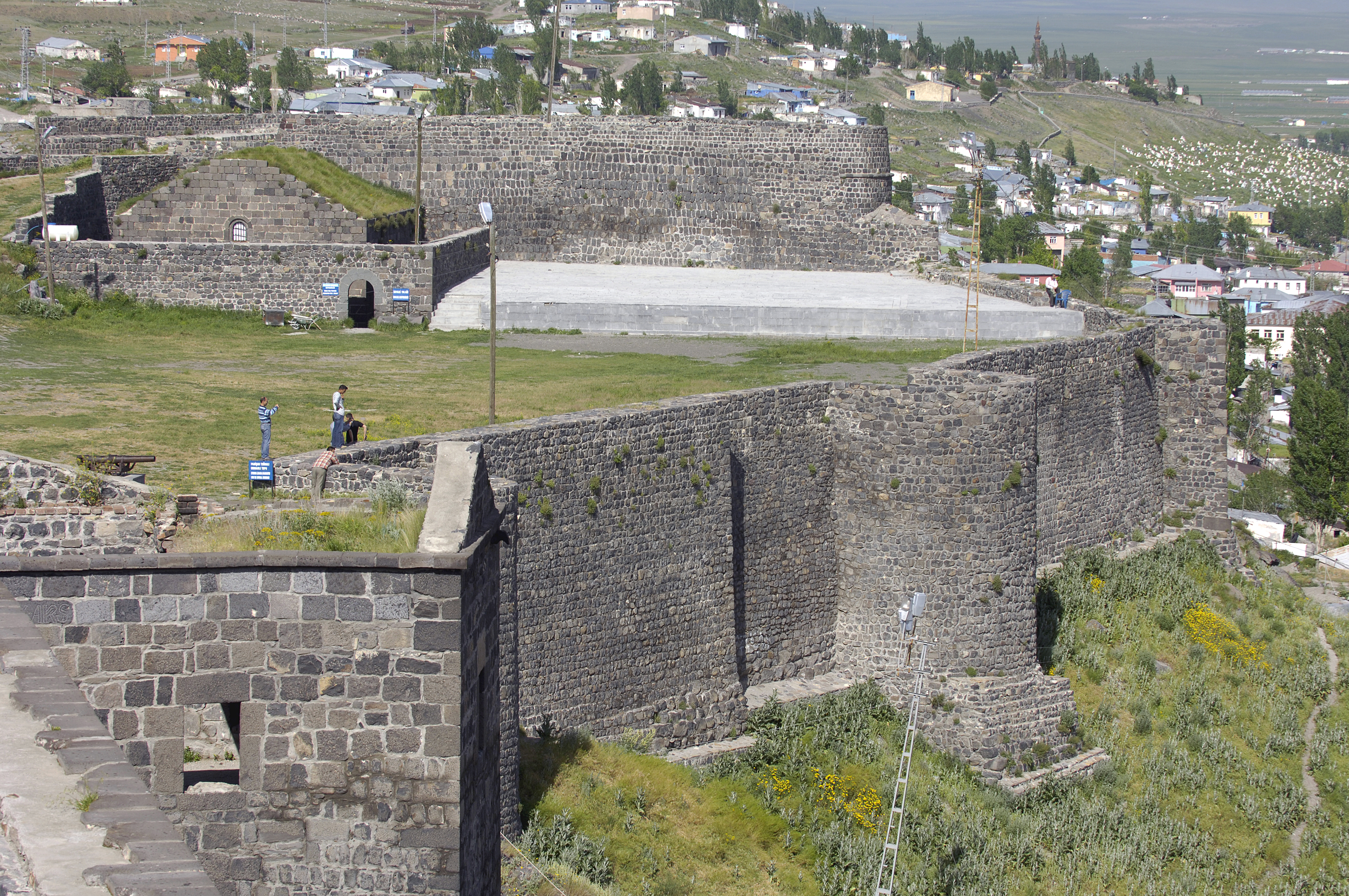
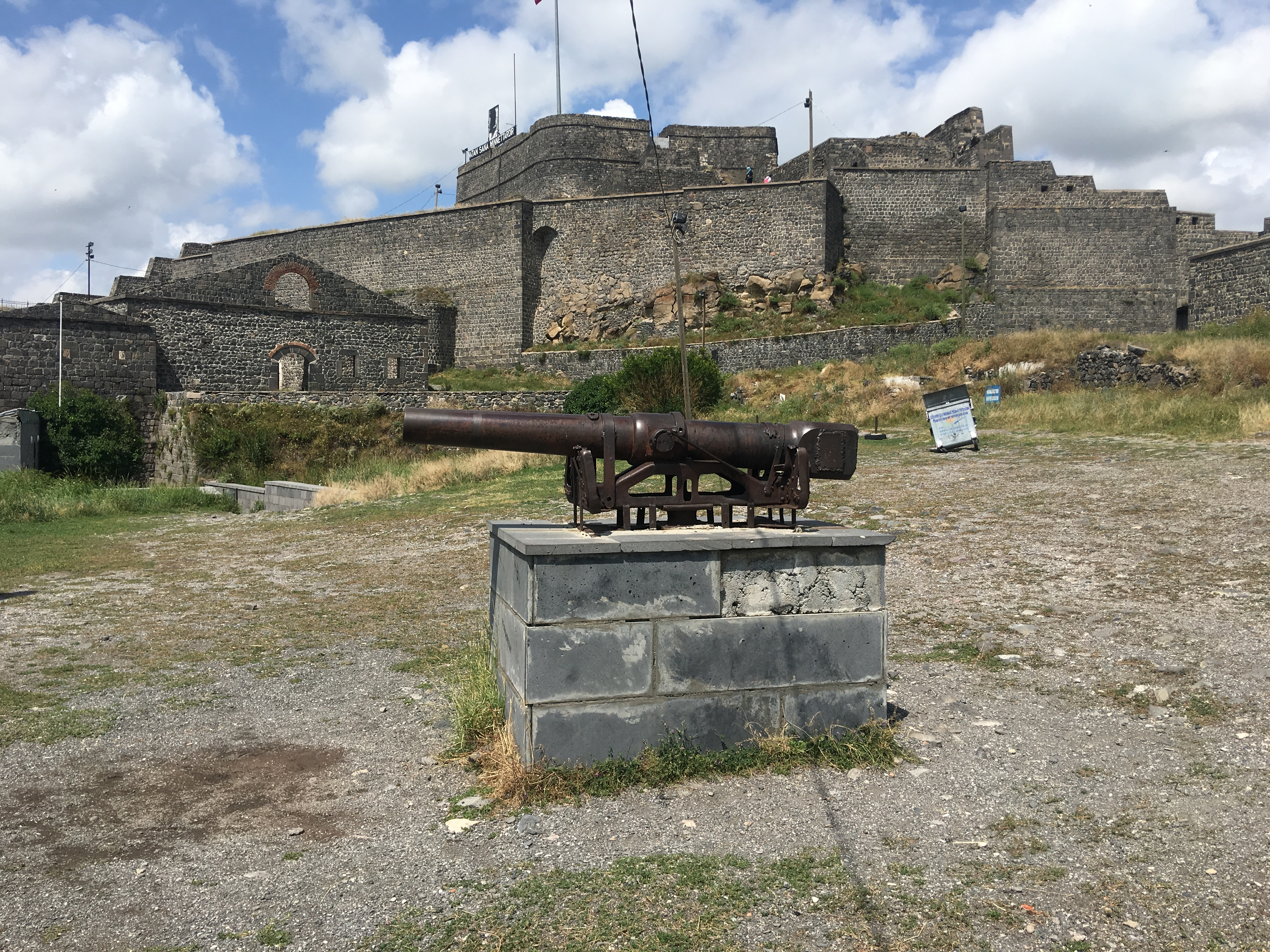
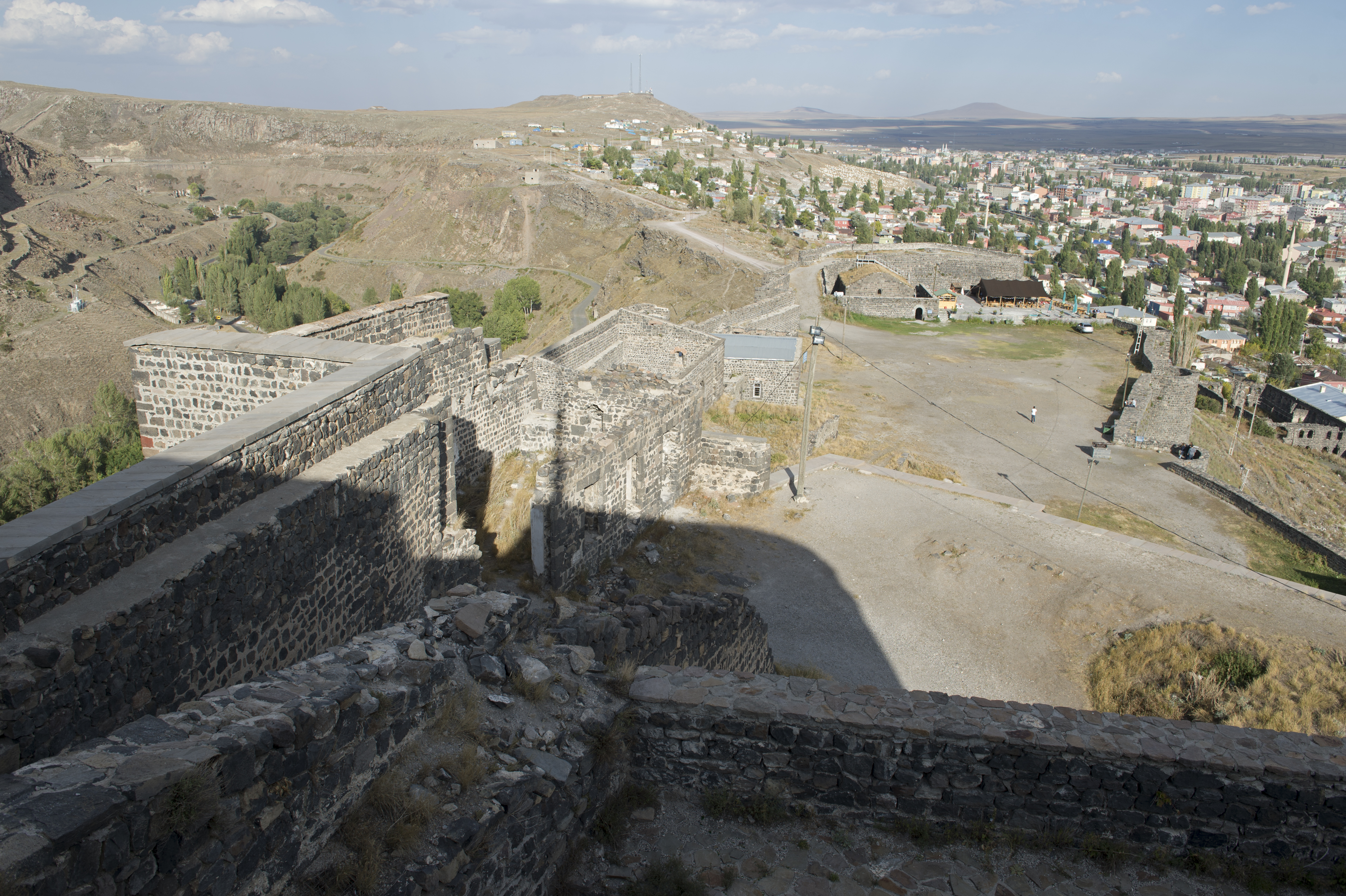